# بيت ناجي (بني مطر)

تعديل مصدري - تعديل

بيت ناجي هي إحدى قرى عزلة بني قيس بمديرية بني مطر التابعة لمحافظة صنعاء، بلغ تعداد سكانها 192 نسمة حسب تعداد اليمن لعام 2004.